# Reinildo Mandava
Reinildo Isnard Mandava (født 21. januar 1994) er en mozambiquisk professionel fodboldspiller, som spiller som forsvarsspiller for Premier League-klubben Sunderland og Mozambiques landshold.

## Klubkarriere

### Tidlige karriere
Mandava begyndte sin karriere i hjemlandet med klubberne Ferroviário da Beira og GD Maputo, før han i 2015 skiftede til portugisiske Benfica, hvor han spillede på reserveholdet. Han tilbragte her flere lejeaftaler til klubber i de lavere portugisiske rækker. Han skiftede i 2018 til Belenenses SAD, hvor han for første gang spillede i den bedste portugisiske række.

### Lilla
Mandava skiftede i januar 2019 til franske Lille OSC på en lejeaftale med en købsoption. I maj 2019 blev denne option taget, og han skiftede til klubben på en permanent aftale.
Mandava var i 2020-21 sæsonen med til, at vinde Ligue 1 med Lille, og han blev kåret som del af årets hold i ligaen.

### Atlético Madrid
Mandava skiftede i januar 2022 til Atlético Madrid.

### Sunderland
Mandava skiftede i juli 2025 til Sunderland på en fri transfer.

## Landsholdskarriere
Mandava debuterede for Mozambiques landshold den 23. maj 2014.

## Titler
Lille
- Ligue 1: 1 (2020-21)
- Trophée des Champions: 1 (2021)

Individuelle
- Ligue 1 Årets hold: 1 (2020-21)